# مختار بلخیتر
مختار بلخیتر (انگلیسی: Mokhtar Belkhiter؛ زادهٔ ۱۵ ژانویهٔ ۱۹۹۲) بازیکن فوتبال اهل الجزایر است.
از باشگاه‌هایی که در آن بازی کرده‌است می‌توان به باشگاه فوتبال مولودیه وهران اشاره کرد.
وی همچنین در تیم‌های ملی فوتبال الجزایر بازی کرده‌است.